# Gashowu
Gashowu  (jednina: Gashwusha; Kassovo), jedno od malenih plemena Kings River Yokutsa, šire skupine Chukchansi, koji su živjeli u susjedstvu ostalih Kings River plemena, u selima što su se nalazila uz Big Dry Creek i Little Dry Creeka. Selo Pohoniu nalazilo se na Big Dry Creeku, u blizini sada napuštenog Letchera. Drugo je bilo Yokau u dolini Auberry Valley na Little Dry Creeku, a treće Ochopou, možda je pripadalo plemenu Kechayi.
Drugi naziv Kassovo (kod F. W. Hodgea) nastao je od Gashowu.